# Wilczomlecz pstry
Wilczomlecz pstry, ostromlecz pstry (Euphorbia epithymoides L.) – gatunek rośliny z rodziny wilczomleczowatych. 

## Rozmieszczenie geograficzne
Występuje w Afryce Północnej, Azji i Europie. W Polsce osiąga północną granicę swojego występowania. Jest u nas gatunkiem bardzo rzadkim, występuje jedynie na Wyżynie Śląskiej we wsi Podwarpie oraz w trzech dzielnicach Dąbrowy Górniczej, na stanowiskach oderwanych od swojego głównego obszaru występowania. Łącznie znane jest tylko z 6 stanowisk (2004 r.). 
W 2012 gatunek uznany został za kenofita introdukowanego do Polski w XIX wieku.

## Morfologia
ŁodygaWzniesiona, gruba, owłosiona i w dolnej części pokryta czerwonymi łuskami. Osiąga przeważnie wysokość 20–30 cm. Pod ziemią posiada ukośne kłącze, z którego wyrasta pęk grubych pędów nadziemnych.
LiścieUlistnienie skrętoległe. Liście podłużnie lancetowate, tępe i całobrzegie. W górnej części łodygi liście mają sercowatą nasadę. Podsadki w górnej części żółte, zmieniające z czasem barwę na pomarańczową. Mają jajowaty kształt i zwężoną nasadę. Wszystkie liście owłosione.
KwiatyZebrane w 3–5 ramienną wierzchotkę. Są rozdzielnopłciowe, zebrane w cyjatium i silnie zredukowane. Kwiat męski ma tylko jeden pręcik, a kwiat żeński jeden słupek. Znajdują się razem na kubeczkowatym dnie kwiatowym i otoczone są poprzecznie jajowatymi miodnikami.
OwocTorebka pokryta czerwonymi brodawkami lub kosmkami, bez włosków. Pęka klapami wysypując brązowe, jajowate nasiona o długości do 2,5 mm i pomarszczonej powierzchni.

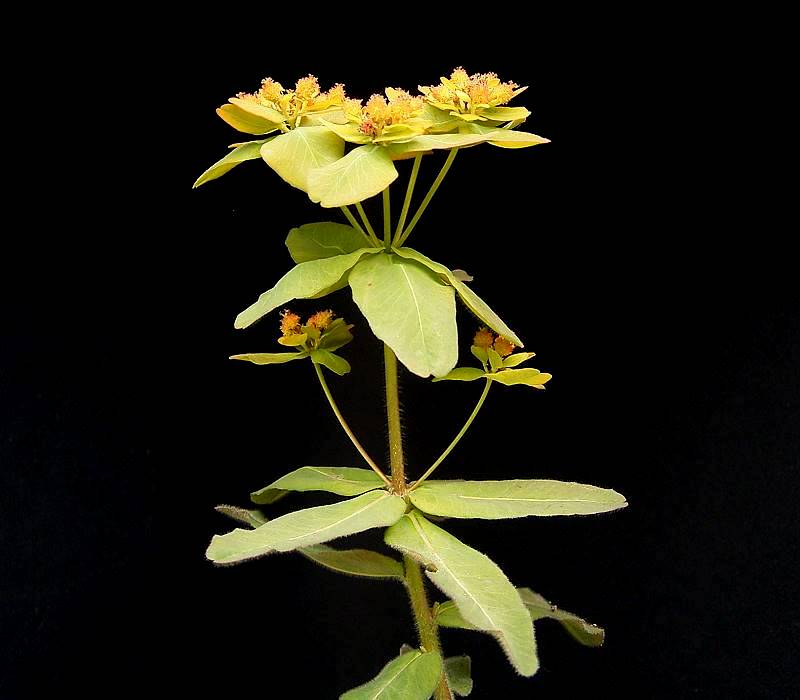
Fragment pędu
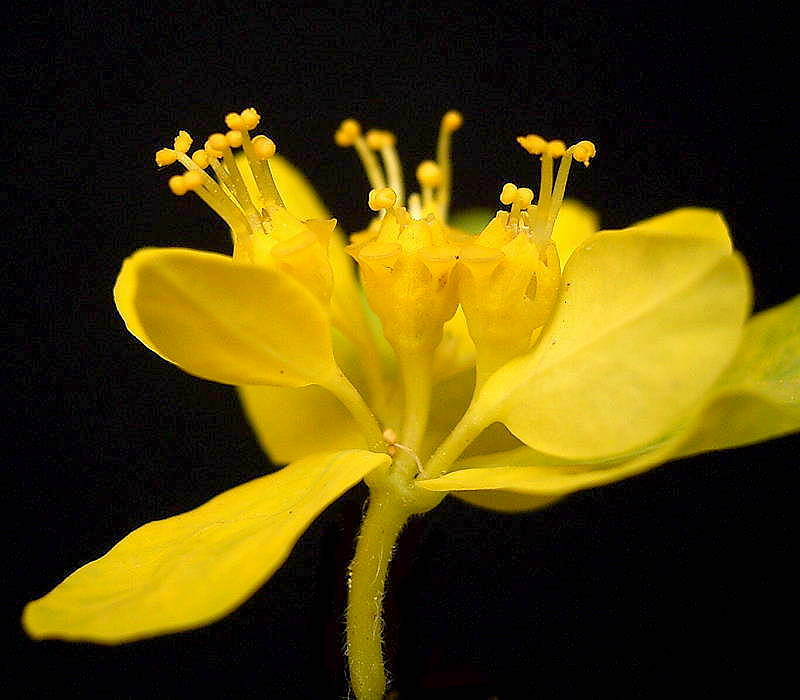
Kwiaty
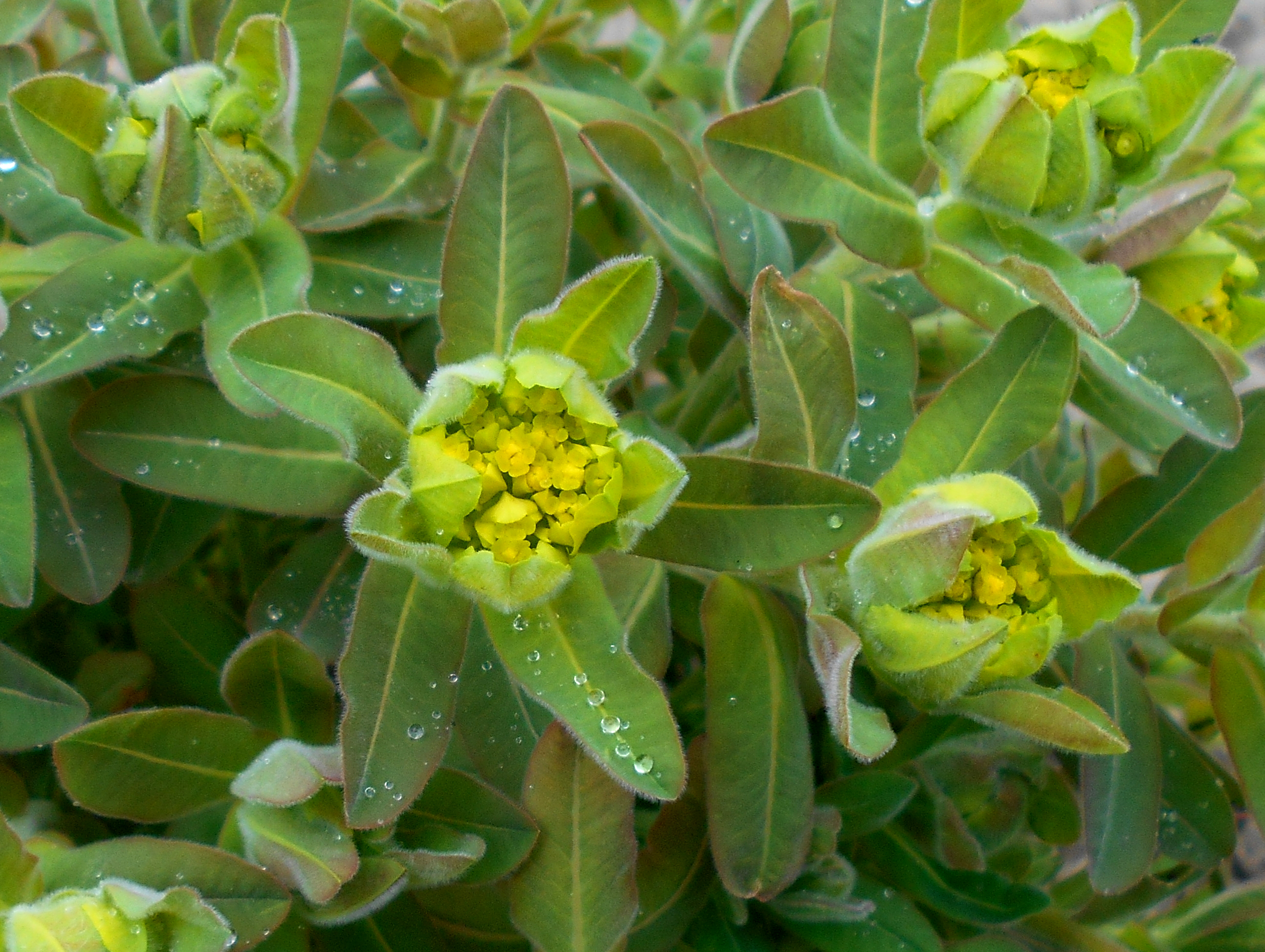
Liście i rozwijające się kwiaty
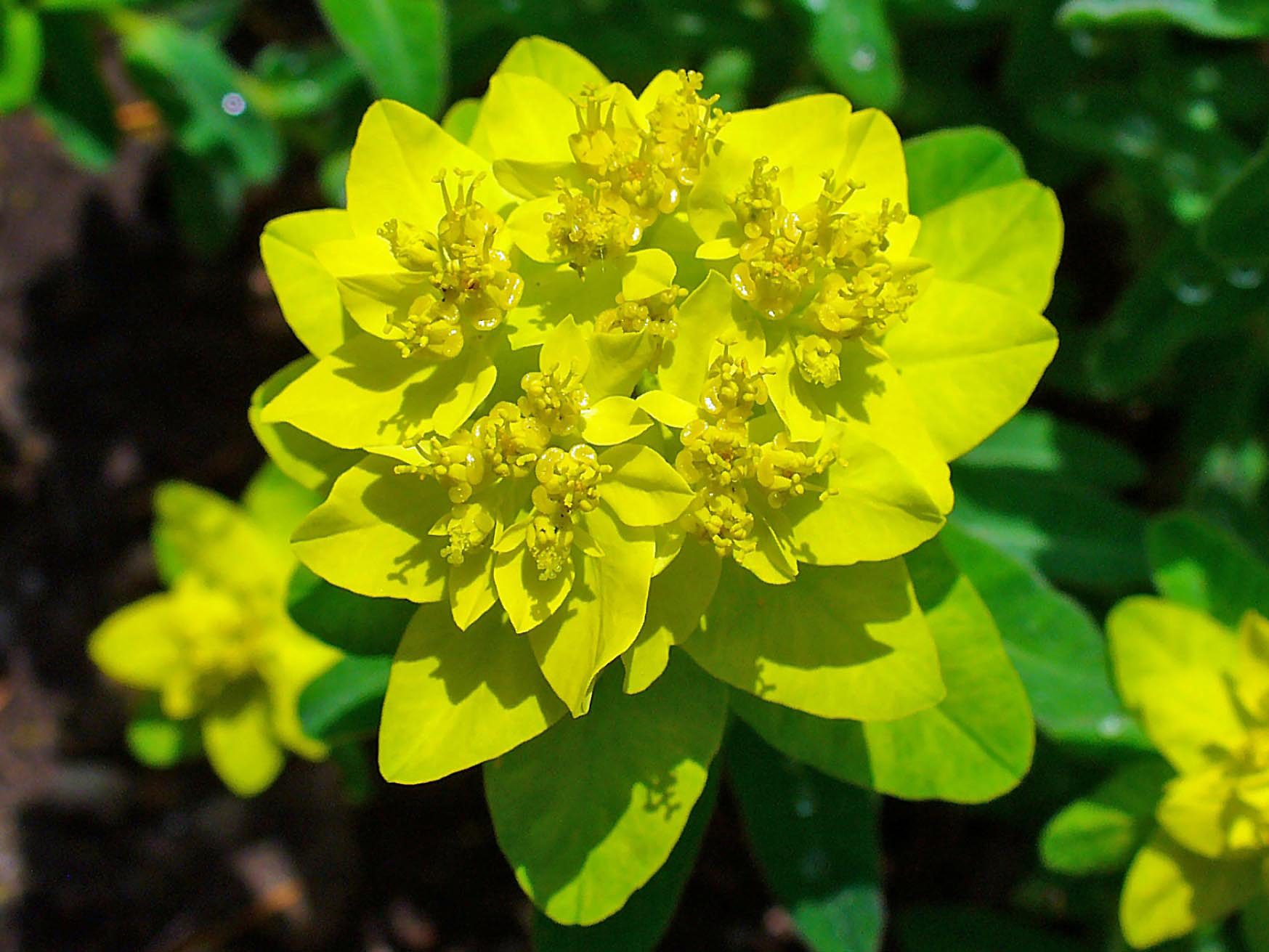
Kwiatostan
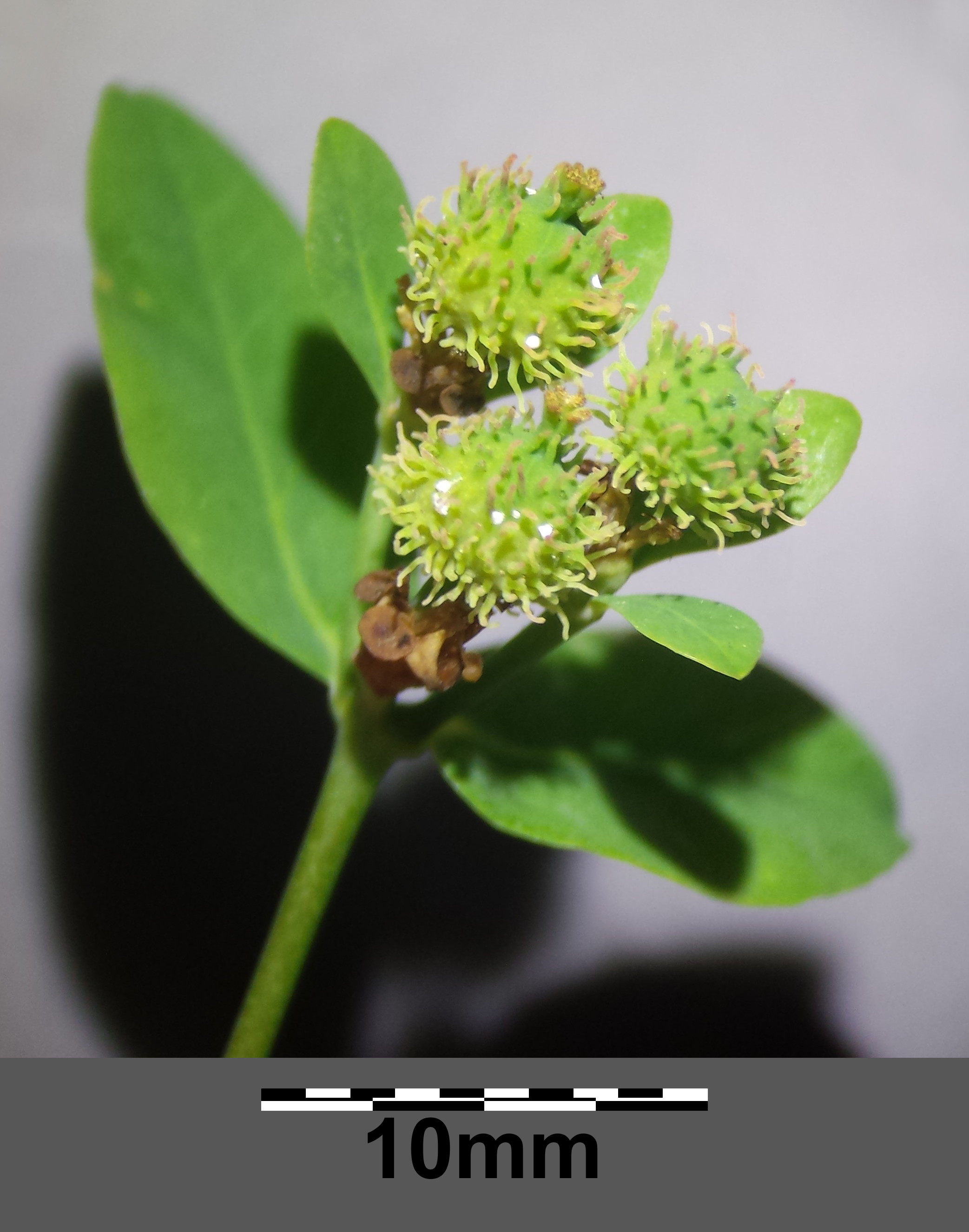
Owoce
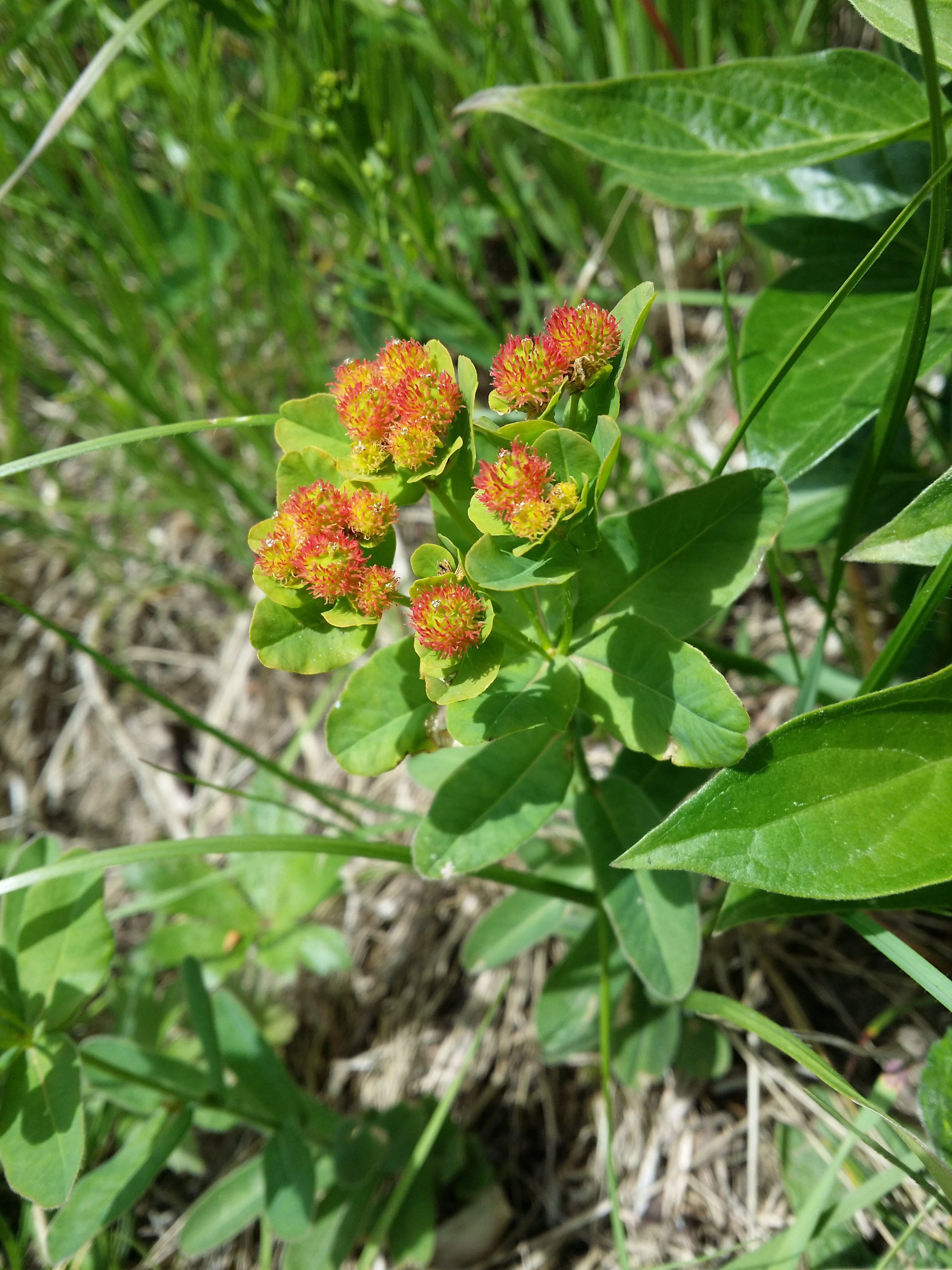
Owocująca roślina
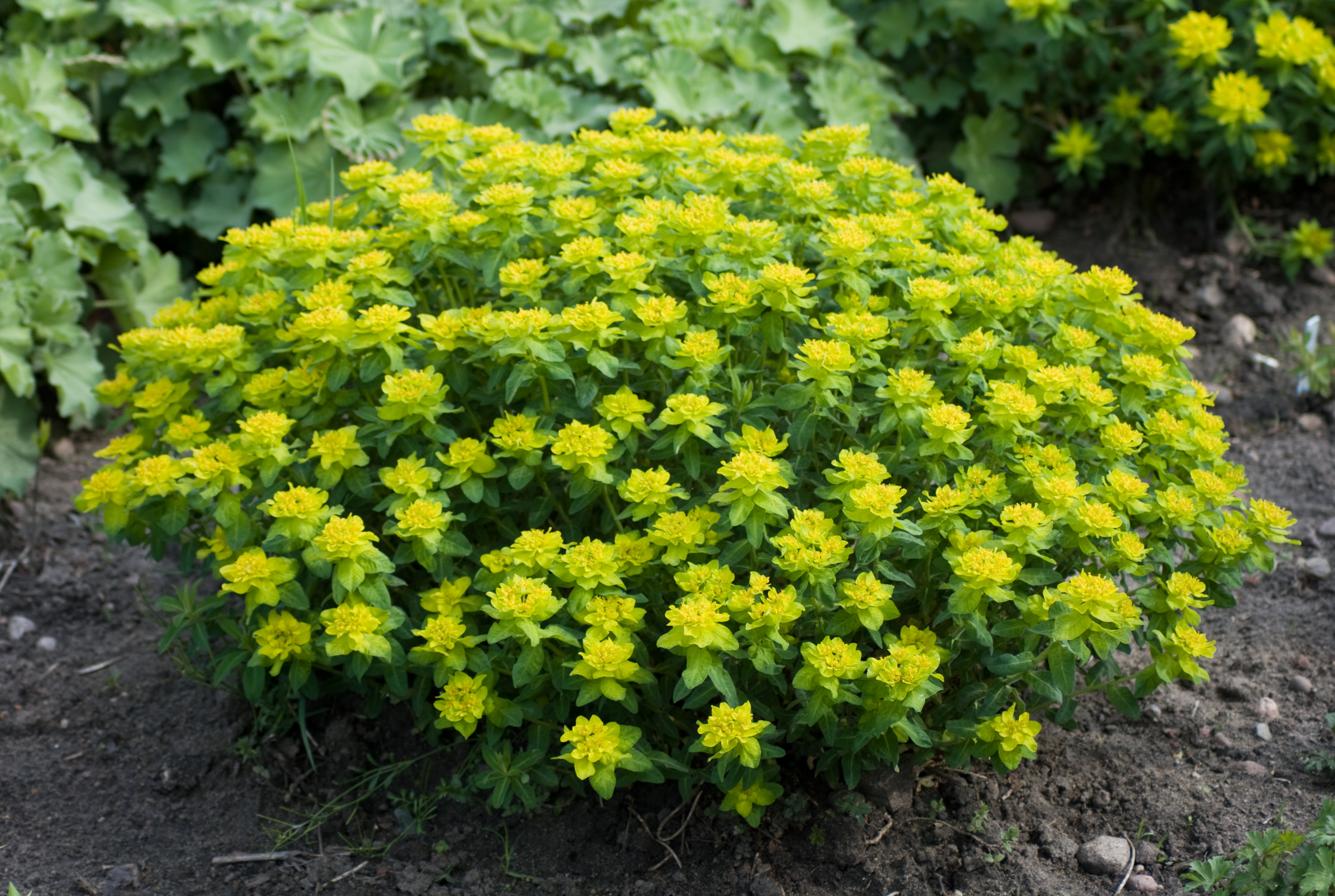
Okaz uprawiany w ogrodzie botanicznym

## Biologia i ekologia
Bylina, hemikryptofit, gatunek światłolubny. Kwitnie od kwietnia do maja. Rośnie na suchych murawach, w miejscach kamienistych, na obrzeżach lasów, poboczach dróg i pastwisk. Przeważnie występuje na podłożu zasobnym w węglan wapnia. Liczba chromosomów 2n = 16.

## Zagrożenia i ochrona
Roślina objęta jest w Polsce od 2004 r. ścisłą ochroną gatunkową.
Kategorie zagrożenia gatunku:
- Kategoria zagrożenia w Polsce według Polskiej Czerwonej Księgi Roślin[6][7]: VU (gatunek narażony).
- Kategoria zagrożenia w Polsce według Czerwonej listy roślin i grzybów Polski (2006)[8]: R (gatunek rzadki, potencjalnie zagrożony); 2016: VU (narażony)[9].

Na nielicznych stanowiskach swojego występowania zagrożeniem dla tego światłolubnego gatunku jest zacienienie spowodowane przez zarastanie terenu lasem. W 2004 r. cała populacja tego gatunku w Polsce liczyła zaledwie ok. 1000 osobników, z czego około połowa występowała w okolicy Dąbrowy Górniczej.

## Zastosowanie
- Jest czasami uprawiany jako roślina ozdobna. Tworzy koliste kępy, szczególnie nadaje się na rabaty i do ogródków skalnych.